# Nature (série de televisão)
Nature é um programa de televisão estadunidense sobre vida selvagem produzido pela WNET New York. É exibido pela rede PBS desde sua estréia, em 10 de outubro de 1982. Alguns episódios foram transmitidos pelo Discovery Channel. 
O apresentador da primeira temporada foi Donald Johanson, com narração de George Page. A partir da temporada de 1983, George Page se tornou o apresentador e o narrador da série até a 19ª temporada em 2000. Desde então, o vencedor do Oscar F. Murray Abraham narrou episódios com freqüência, assim como o ecologista Chris Morgan. Atualmente, a série é exibida na quarta-feira na PBS.